# Mongol (película)
Mongol es una película dirigida por Sergéi Bodrov de 2007 y producida por varios países, entre ellos Rusia y Mongolia. La película está protagonizada por Tadanobu Asano, Honglei Sun y Khulan Chuluun, y obtuvo una nominación al premio Óscar por mejor película extranjera. Es el primer filme de una trilogía basada en el líder mongol Genghis Khan.

## Sinopsis
Temuyín, nacido en el año 1162, es un niño mongol de nueve años quien en 1171 parte en un viaje junto a su padre para elegir a su futura esposa. La seleccionada fue Börte (Khulan Chuluun) y Temugdin le promete regresar por ella dentro de cinco años para contraer matrimonio. Sin embargo, la vida del joven se verá envuelta en muchas dificultades, la muerte de su padre, una guerra civil en su comunidad, es capturado y llevado como esclavo, logra liberarse y lucha por defender a su pueblo, en las que tendrá que enfrentar a su propio hermano Jamukha (Honglei Sun), un líder mongol. 
Su antigua prometida, también es capturada y convertida en esclava, liberada y se alejan, ella se casa después con un mercader de la Ruta de la Seda y se convierte en una mujer acaudalada, mientras él pierde una batalla contra Jamukha, es vendido como esclavo a un comerciante de China, para que lo mantengan alejado de los territorios bajo su control.
Temuyín es vendido a un noble Tangut en una caravana, a pesar de la terrible advertencia de un monje budista como su asesor, quien siente el gran potencial del guerrero y su futuro papel en la subyugación del Estado Tangut. Mientras está encarcelado, el monje le ruega perdone su monasterio cuando se levante y destruya el reino en el futuro, no incendiar los templos y quemar los libros, él accede y entrega un recuerdo, el monje logra entregar el hueso de recuerdo y el mensaje a costa de su vida en el desierto. Temuyín está encerrado en una prisión en un pueblo de China porque le tenían miedo, los monjes de un templo budista advierten de la destrucción de la nación en el futuro, un monje budista trata de llegar a un acuerdo con él, liberarlo con la promesa de que cuando regrese no destruya los templos budistas. Temuyín le entrega al monje un recuerdo de su esposa, para que sea llevado a su pueblo en las estepas mongolas y lo liberen, el monje inicia una larga caminata por el desierto llevando ese recuerdo, prueba de que él está vivo, Börte encuentra al monje y el recuerdo, se infiltra en la ciudad fronteriza de Tangut, disfrazada de concubina de un comerciante y los dos escapan, ella lo encuentra cuando el monje muere en el desierto, lo busca por algunos años, libera pagando un soborno a los guardias, abandona al mercader que estaba viejo y enfermo, escapa y viven juntos, con Temuyín y sus dos hijos, con la que formaría su propia familia después de muchas penurias, 
Finalmente él logra unir a todos los mongoles y marchar a la conquista de China, ella será fundamental en la vida de quien se convertiría en el emperador Genghis Khan (Tadanobu Asano). Temuyín se compromete a unificar a todas las tribus mongolas e impone tres leyes básicas que deben cumplir: nunca matar a mujeres y niños, cumplir siempre tus promesas y pagar tus deudas, y nunca traicionar a tu Khan. Posteriormente, (1196), reúne un ejército y se enfrenta a su hermano Jamukha, tiene una fuerza aún mayor. Durante la batalla, surge una tormenta eléctrica en la estepa, aterrorizando a los ejércitos de Jamhukha y Temuyín, que se encogen de miedo. Sin embargo, Temuyín sigue combatiendo y dándole ánimo a sus combatientes, no se encoge de miedo, y cuando su ejército lo ve cabalgando sin miedo, se inspiran para no tener miedo y cargar contra el ejército indefenso y acobardado de Jamukha, que se rinde de inmediato. 
Temuyín permite que su hermano Jamukha viva y se retire, entonces logra atraer el ejército de su hermano bajo su estandarte. Targutai es asesinado por sus propios soldados y su cuerpo se presenta al Khan como una forma de apaciguarlo, pero son ejecutados por desobedecer la ley. En 1206, Temuyín fue designado Khan de todos los mongoles: Genghis Khan de la Gran Estepa. Más tarde invadiría y conquistaría el reino de Tangut en 1227, cumpliendo la profecía del monje, pero salvó al monasterio, honrando su deuda con el monje.

## Reparto
- Tadanobu Asano como Temüjin.
- Sun Honglei como Jamukha.
- Chuluuny Khulan como Börte.
- Amadu Mamadakov como Targutai.
- Ba Sen como Yesügei.
- Odnyam Odsuren como joven Temüjin.

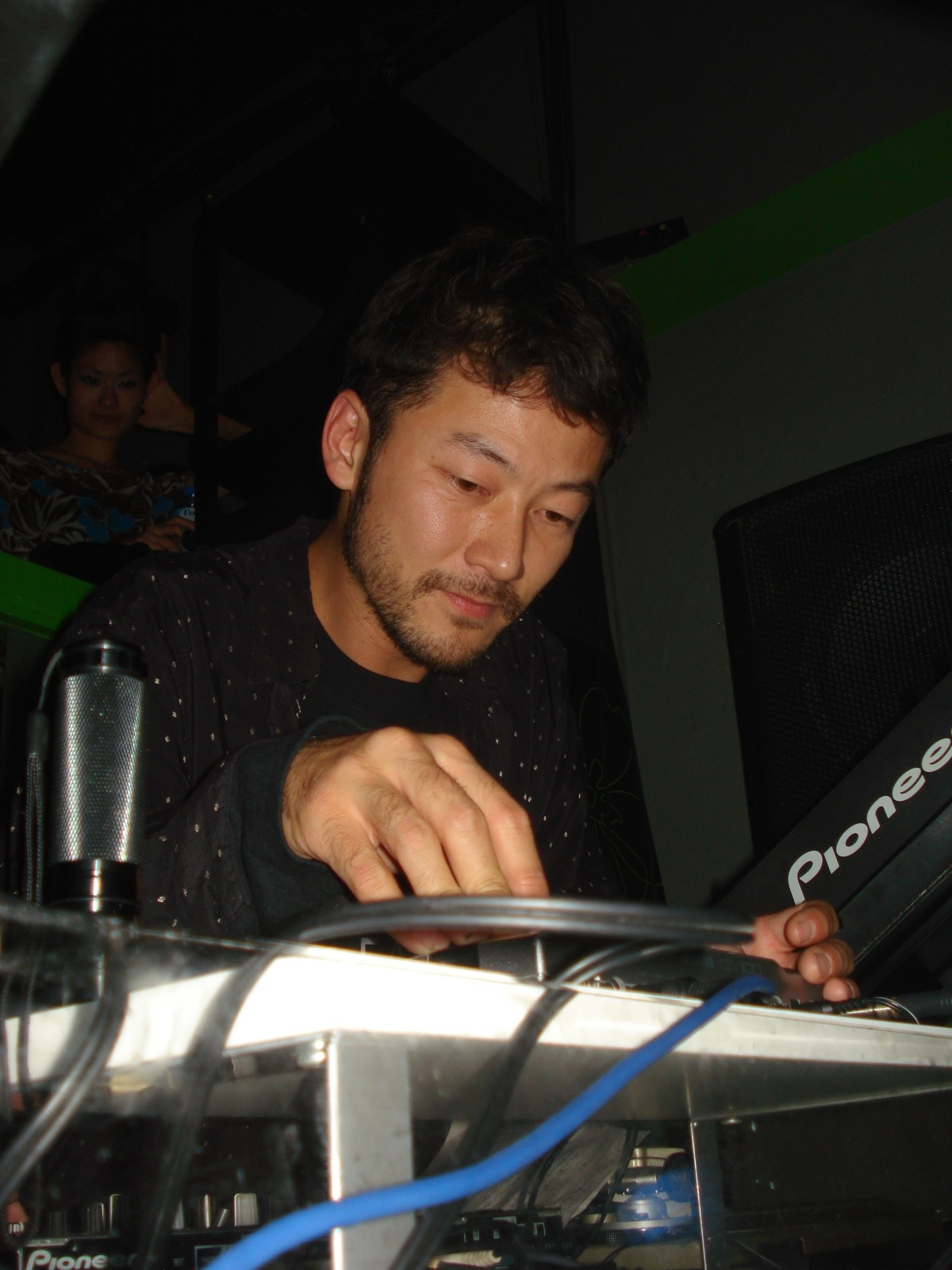
Tadanobu Asano, que interpreta al viejo Temüjin en el film.

- Bayertsetseg Erdenebat como joven Börte.
- Amarbold Tuvshinbayar como joven Jamukha.
- Sai Xing Ga como Chiledu.
- Bu Ren como Taichar.
- Aliya como Oelun.
- He Qi como Dai-Sechen.
- Deng Ba Te Er como Daritai.
- Zhang Jiong como jefe del presidio.
- Ben Hon Sun como monje.

## Producción
Mongol fue una coproducción entre empresas de Rusia y Alemania, el Ministerio de Cultura e Información de Kazajistán y el Ministerio de Cultura de Mongolia. El rodaje tuvo lugar principalmente en la República Popular de China, principalmente en Mongolia Interior (la región autónoma mongola), y en Kazajistán. El rodaje comenzó en septiembre de 2005 y se terminó en noviembre de 2006.
La película estaba destinada a ser la primera parte de una trilogía sobre Genghis Khan y el rodaje de la segunda parte se inició en 2008. El proyecto de la trilogía fue finalmente puesto en espera, pero en julio de 2013, durante una visita al Festival de Naadam en Ulán Bator, Sergéi Bodrov dijo a la prensa que la producción de la secuela había comenzado y que podría ser rodada en Mongolia, como había sido la intención de los mongoles. Sin embargo hubo una serie de protestas locales, por temor a que la película no retratase correctamente el pueblo mongol y su héroe nacional, Genghis Khan, provocó que el rodaje de la cinta pasara al interior de Mongolia y Kazajistán.

## Acogida
Después de una primera selección en el Festival de Cine de Rusia en Víborg, el 10 de agosto de 2007, Mongol fue estrenada en Rusia el 20 de septiembre de 2007. También tuvo una difusión limitada en los cines de Estados Unidos el 6 de junio de 2008 y generó $5 705 761 en taquilla. La película generó $20 821 749 en el resto del mundo, lo que recaudó un total combinado de $26 527 510 en ingresos brutos. La película fue un éxito económico después de su temporada en taquilla y, en general, recibió críticas positivas. Mongol fue nominada en 2007 al Oscar a la mejor película de habla no inglesa por Kazajistán.

«El resultado deja el sabor de las películas de antes, muchas batallas, polvo por doquier, miles de hombres a caballo, mujeres hermosas, traición, masacres, lindos gorros y más masacres».
Stephen Hunter (The Washington Post).

«El filme, nominado al Oscar por mejor película en lengua extranjera, es épica por su grandeza, equidad, historia, por cualquier cosa. Posee tanta acción como la peor de las grandes producciones de Hollywood, sin embargo, Mongol tiene sentimiento e inteligencia».
Bill Goodykoontz (Arizona Republic).

«La película tiene una energía brutal con intensas secuencias de batallas y escenas de paisajes atractivos y diáfanos. Su único defecto: podría haberse incluido una batalla de más».
Claudia Puig (USA Today).

«Centrada en detalles etnográficos y esplendor visual, pero escasa de coherencia narrativa, Mongol de Sergéi Bodrov relata la historia de los primeros años de Genghis Khan de una manera lenta y anodina que no favorece las próximas dos películas de una planeada trilogía...se siente mucho más larga que las dos horas de duración del filme».
Frank Scheck (The Hollywood Reporter).

## Premios y nominaciones
| Premio                                     | Categoría                  | Nominado                         | Resultado |
| ------------------------------------------ | -------------------------- | -------------------------------- | --------- |
| 80.º Premios Óscar                         | Mejor película extranjera  |                                  | Nominado  |
| Asia Pacific Screen Awards 2007            | Mejor fotografía           | Sergey Trofimov                  | Nominado  |
| 2.º Asian Film Awards                      | Mejor actor de reparto     | Sun Honglei                      | Ganador   |
| Premios de la Crítica Cinematográfica 2008 | Mejor película extranjera  |                                  | Nominado  |
| Premios del Cine Europeo 2008              | Mejor fotografía           | Sergey Trofimov, Rogier Stoffers | Nominado  |
| Premios del Cine Europeo 2008              | Mejor película europea     | Sergei Bodrov                    | Nominado  |
| 6.º Premios Águila de Oro                  | Mejor diseño de vestuario  | Karin Lohr                       | Ganador   |
| 6.º Premios Águila de Oro                  | Mejor diseño de sonido     | Stephan Konken                   | Ganador   |
| 40.º NAACP Image Award (2009)              | Mejor película extranjera  |                                  | Nominado  |
| Las Vegas Film Critics Society Awards 2008 | Mejor película extranjera  |                                  | Ganador   |
| Premios National Board of Review 2008      | Mejor película extranjera  |                                  | Ganador   |
| Premios Nika 2008                          | Mejor fotografía           | Sergey Trofimov, Rogier Stoffers | Ganador   |
| Premios Nika 2008                          | Mejor diseño de vestuario  | Karin Lohr                       | Ganador   |
| Premios Nika 2008                          | Mejor director             | Sergei Bodrov                    | Ganador   |
| Premios Nika 2008                          | Mejor película             |                                  | Ganador   |
| Premios Nika 2008                          | Mejor diseño de producción | Dashi Namdakov, Yelena Zhukova   | Ganador   |
| Premios Nika 2008                          | Mejor sonido               | Stephan Konken                   | Ganador   |